# Bwin
Bwin Interactive Entertainment AG, trước đây là Betandwin, là một thương hiệu cá cược trực tuyến thuộc sở hữu của GVC Holdings. Đơn vị này hoạt động theo giấy phép quốc tế và khu vực tại các quốc gia như Gibraltar, khu bảo tồn Amerindian của Kahnawake (Canada) và Belize; và Đức, Ý, México, Croatia, Áo, Pháp, và Vương quốc Anh ở châu Âu. Tập đoàn này cho phép người chơi cá cược thể thao, poker, trò chơi sòng bạc, trò chơi mềm và kỹ năng với phần lớn doanh thu đến từ poker và cá cược thể thao. Bwin đã có hơn 20 triệu khách hàng đăng ký tại hơn 25 thị trường cốt lõi. Các trung tâm năng lực được đặt tại Vienna, Stockholm và Gibraltar.
Công ty đã cung cấp dịch vụ cho các công ty con của mình như tiếp thị, tài chính và quản trị, truyền thông doanh nghiệp, kiểm soát và dịch vụ CNTT. Tất cả các hoạt động được quản lý bởi các công ty con được cấp phép. Nó được niêm yết trên Sàn giao dịch chứng khoán Vienna từ tháng 3 năm 2000 cho đến khi công ty sáp nhập với PartyGaming plc vào tháng 3 năm 2011, hình thành Bwin.Party Digital Entertainment. Công ty đó đã được GVC Holdings mua lại vào tháng 2 năm 2016; GVC tiếp tục sử dụng bwin như một thương hiệu.